# One Man Band (Miles Kane)
One Man Band è il quinto album in studio da solista del musicista inglese Miles Kane, pubblicato nel 2023.

## Tracce
Testi di Miles Kane.
1. Troubled Son – 3:20 (musica: Miles Kane - Tom Ogden)
2. The Best Is Yet To Come – 2:10 (musica: Miles Kane - Kieran Shudall)
3. One Man Band – 3:38 (musica: Miles Kane - Jamie Biles - James Skelly)
4. Never Taking Me Alive – 2:34 (musica: Miles Kane - Kieran Shudall)
5. Heartbreaks (The New Sensation) – 2:30 (musica: Miles Kane - Kieran Shudall - James Skelly)
6. The Wonder – 2:59 (musica: Miles Kane - Tom Ogden)
7. Baggio – 3:41 (musica: Miles Kane - Jamie Biles - Andy Burrows)
8. Ransom – 3:13 (musica: Miles Kane - Jamie Biles)
9. Doubles – 2:44 (musica: Miles Kane)
10. Heal – 3:18 (musica: Miles Kane - Tom Ogden)
11. Scared Of Love – 2:59 (musica: Miles Kane - James Skelly)